# María Vilar Bonet
María Vilar Bonet (Calonge, 3 de junio de 1923-Barcelona, 23 de junio de 2007) fue una archivera e historiadora española.

## Trayectoria
Nació en una familia acomodada de Cataluña, dedicada a la industria del corcho. Estudió en la Escuela de niñas de Calonge. En 1933, inició el bachillerato en el Instituto de Gerona. En 1941, comenzó sus estudios para la licenciatura de Filosofía y Letras. Se doctoró con una tesis sobre los bienes de la Orden del Temple en la Corona de Aragón. Se presentó a las oposiciones al Cuerpo Facultativo de Archiveros, Bibliotecarios y Arqueólogos del Estado y obtuvo su plaza en Murcia.
Tras dirigir el Archivo Histórico Provincial de Murcia, pasó al Archivo de Hacienda de Barcelona y al Archivo General de la Corona de Aragón. Entre 1946 y 1951, investigó en el Archivo General de Indias. En 1950 investigó en el Archivo General de la Corona de Aragón (ACA) sobre el siglo XV y también en los años 1954 y 1956. En este último centro había realizado un periodo de prácticas entre 1945 y 1956.
Durante el curso 1972-73 impartió la asignatura de Archivística en la Escuela de Bibliotecarias, pero no continuó la docencia. Entre 1983 y 1984 trabajó como facultativa. Autora de varios estudios sobre historia medieval y sobre gestión archivística, al final de su trayectoria profesional colaboró con el Instituto de Estudios del Baix Empordà con trabajos de investigación sobre Calonge. Se jubiló en 1988.

## Reconocimientos
A su muerte en 2007, el Instituto Estudios del Baix Empordà dotó un pequeño premio de investigación con su nombre.
En 2020, Vilar fue incluida dentro del proyecto “Mujeres Investigadoras en los Archivos Estatales (1900-1970)” para la descripción archivística y creación de un micrositio específico en el Portal de Archivos Españoles (PARES), desarrollado entre 2020-2023. Este proyecto ha sido impulsado por la Subdirección General de Archivos Estatales, con el objetivo visibilizar la labor de investigación realizada en España por las mujeres en el intervalo 1900-1970 partiendo de los registros documentales que se conservan en los Archivos de Gestión de los AAEE del Ministerio de Cultura (el Archivo Histórico Nacional, el Archivo de la Corona de Aragón, el Archivo General de Simancas, el Archivo General de Indias, el Archivo de la Real Chancillería de Valladolid, el Archivo General de la Administración y el Centro de Información Documental de Archivos).

## Obra
- 2000 – Els béns del Temple a la Corona d'Aragó en suprimir-se l'orde (1300-1319). Pagès editors. ISBN 84-7935-836-X.[5]